# Pomaria parviflora
Pomaria parviflora là một loài thực vật có hoa trong họ Đậu. Loài này được (Micheli) B.B. Simpson & G.P. Lewis mô tả khoa học đầu tiên năm 2003.